# Sphenomorphus zimmeri
Sphenomorphus zimmeri este o specie de șopârle din genul Sphenomorphus, familia Scincidae, descrisă de Ahl 1933. Conform Catalogue of Life specia Sphenomorphus zimmeri nu are subspecii cunoscute.